# A Bit o’ This & That
Az A Bit o’ This & That Emilie Autumn amerikai énekes-dalszerző ötödik albuma. Az albumon Emilie ritka dalai szerepelnek, illetve feldolgozások és korai szerzemények. Az album 2007. április 23-án jelent meg az iTunes-on, majd augusztus 17-én digipak formátumban, 3000 példányban. 2008. február 29-én újra kiadták.

## Dallista
Minden dal szerzője, producere és előadója Emilie Autumn, kivéve, ahol a szerzőt külön jeleztük.
| #   | Cím                                                                                                 | Szerző(k)                                | Hossz |
| --- | --------------------------------------------------------------------------------------------------- | ---------------------------------------- | ----- |
| 1.  | Chambermaid (Space Mix)                                                                             |                                          |       |
| 2.  | What If (Celtic Mix)                                                                                |                                          |       |
| 3.  | Hollow Like My Soul                                                                                 | M. Boyd, Arr. E. Autumn                  |       |
| 4.  | By the Sword                                                                                        | Emilie Autumn                            |       |
| 5.  | I Don’t Care Much (a Cabaret musicalből)                                                            | Kander/Ebb                               |       |
| 6.  | I Know It’s Over (Live Recording)                                                                   | The Smiths                               |       |
| 7.  | Find Me a Man                                                                                       | Emilie Autumn                            |       |
| 8.  | O Mistress Mine (William Shakespeare szonettje alapján)                                             |                                          |       |
| 9.  | The Star Spangled Banner                                                                            | Francis Scott Key                        |       |
| 10. | All My Loving                                                                                       | The Beatles                              |       |
| 11. | Sonata in D Minor for Violin and Continuo (instrumentális, koncertfelvétel)                         | Francesco Maria Veracini                 |       |
| 12. | Ancient Grounds (instrumentális, koncertfelvétel)                                                   | Emilie Autumn                            |       |
| 13. | Always Look on the Bright Side of Life (instrumentális)                                             | Eric Idle, a Brian élete filmből         |       |
| 14. | With Every Passing Day (a BBC Upstairs Downstairs műsorából)                                        | Alexander Faris                          |       |
| 15. | Miss Lucy Had Some Leeches rejtett dalok: *Photographic Memory *Crazy He Calls Me (koncertfelvétel) | Emilie Autumn Bob Russell és Carl Sigman |       |